# 86-й отдельный танковый батальон
86-й отдельный танковый батальон — воинская часть Вооружённых Сил СССР в Великой Отечественной войне. Во время Зимней войны в боях также принимал участие 86-й танковый батальон, не имеющий отношения к описываемому.

## История
Батальон сформирован в июле 1941 года по штату № 010/85 в составе Северного фронта. При формировании в батальоне были в том числе 10 танков КВ-1, переданных из учебного танкового центра Кировского завода и танки Т-26.
В действующей армии с 6 августа 1941 года по 13 июля 1943 года.
В августе 1941 года занимается боевой подготовкой, 26 августа 1941 года переброшен на юго-восточные рубежи обороны Ленинграда (выдвигается из Пушкина через Колпино в посёлок Сапёрный), где вступил в бои в районе Ям-Ижоры, Усть-Тосно, Ивановского, которые ведёт вплоть до мая 1942 года, поддерживая части 55-й армии.
В мае 1942 года батальон был переброшен в район Невской Дубровки, где вошёл в состав Невской оперативной группы, имея в наличии 20 танков, в том числе роту КВ-1. В течение лета-осени 1942 года, по-видимому, передал все тяжёлые танки в другие части (152-ю или 220-ю танковые бригады), поскольку к январю 1943 года был вооружён только лёгкими танками.
В ходе операции «Искра» сначала наступает через Неву на правом фланге 45-й гвардейской стрелковой дивизии вместе со 118-м отдельным танковым батальоном, а затем передан на поддержку 268-й стрелковой дивизии. Переправился через Неву и с помощью танков батальона части дивизии углубились в левый берег на расстояние до трёх километров.
По некоторым сведениям 14 января 1943 года из танка именно этого батальона был подбит у Рабочего посёлка № 1 один из первых за войну танков «Тигр».
13 июля 1943 года обращён на формирование 205-го отдельного танкового полка.

## Подчинение
| Дата            | Фронт (округ)       | Армия                      | Корпус | Бригада | Примечания |
| --------------- | ------------------- | -------------------------- | ------ | ------- | ---------- |
| 01.09.1941 года | Ленинградский фронт | 55-я армия                 | -      | -       | -          |
| 01.10.1941 года | Ленинградский фронт | 55-я армия                 | -      | -       | -          |
| 01.11.1941 года | Ленинградский фронт | 55-я армия                 | -      | -       | -          |
| 01.12.1941 года | Ленинградский фронт | 55-я армия                 | -      | -       | -          |
| 01.01.1942 года | Ленинградский фронт | 55-я армия                 | -      | -       | -          |
| 01.02.1942 года | Ленинградский фронт | 55-я армия                 | -      | -       | -          |
| 01.03.1942 года | Ленинградский фронт | 55-я армия                 | -      | -       | -          |
| 01.04.1942 года | Ленинградский фронт | 55-я армия                 | -      | -       | -          |
| 01.05.1942 года | Ленинградский фронт | 55-я армия                 | -      | -       | -          |
| 01.06.1942 года | Ленинградский фронт | Невская оперативная группа | -      | -       | -          |
| 01.07.1942 года | Ленинградский фронт | Невская оперативная группа | -      | -       | -          |
| 01.08.1942 года | Ленинградский фронт | Невская оперативная группа | -      | -       | -          |
| 01.09.1942 года | Ленинградский фронт | Невская оперативная группа | -      | -       | -          |
| 01.10.1942 года | Ленинградский фронт | Невская оперативная группа | -      | -       | -          |
| 01.11.1942 года | Ленинградский фронт | 67-я армия                 | -      | -       | -          |
| 01.12.1942 года | Ленинградский фронт | 67-я армия                 | -      | -       | -          |
| 01.01.1943 года | Ленинградский фронт | 67-я армия                 | -      | -       | -          |
| 01.02.1943 года | Ленинградский фронт | 67-я армия                 | -      | -       | -          |
| 01.03.1943 года | Ленинградский фронт | -                          | -      | -       | -          |
| 01.04.1943 года | Ленинградский фронт | 67-я армия                 | -      | -       | -          |
| 01.05.1943 года | Ленинградский фронт | 2-я ударная армия          | -      | -       | -          |
| 01.06.1943 года | Ленинградский фронт | 2-я ударная армия          | -      | -       | -          |
| 01.07.1943 года | Ленинградский фронт | 2-я ударная армия          | -      | -       | -          |

## Командиры
- майор А. Угрюмов
- майор К. А. Зыков

## Отличившиеся воины батальона
| Награда | Ф.И.О.                   | Должность                 | Звание            | Дата награждения | Примечания       |
| ------- | ------------------------ | ------------------------- | ----------------- | ---------------- | ---------------- |
|         | Яковлев, Михаил Иванович | командир танкового взвода | младший лейтенант | 06.02.1942       | погиб 22.07.1943 |